# Galina Kozjevnikova
Galina Stepanovna Kozjevnikova (Russisch: Галина Степановна Кожевникова; geboortenaam: Зарвирова; Zarvirova) (Koeloenda, Kraj Altaj, 15 mei 1956), is een voormalig basketbalspeelster die uitkwam voor Dinamo Novosibirsk. Ze zou ook uitgekomen zijn voor het nationale team van de Sovjet-Unie maar de legendarische Uļjana Semjonova speelde op haar positie. Ze heeft verschillende medailles gekregen waaronder Meester in de sport van de Sovjet-Unie, Internationale Klasse.

## Carrière
Kozjevnikova speelde van 1974 tot 1997 voor Dinamo Novosibirsk. Ze won met Dinamo het landskampioenschap van de Sovjet-Unie in 1986, 1987 en 1988. Ze werd tweede in 1985 en derde in 1981 en 1982. Met Dinamo verloor Kozjevnikova twee keer de EuroLeague Women in 1987 en 1988. Kozjevnikova won een keer de Ronchetti Cup in 1986. Kozjevnikova won die wedstrijd van BSE Boedapest uit Hongarije met 81-58. Kozjevnikova werd topscorer met 23 punten. Na de ineenstorting van de Sovjet-Unie won Kozjevnikova twee jaar op rij de tweede plaats om het landskampioenschap van Rusland in 1993 en 1994. In haar laatste seizoen (1995-1996) was Kozjevnikova de oudste speler van het team. Ze was acht jaar ouder dan coach Tatjana Kolomeets. Ondanks haar leeftijd speelde ze 44 van de 46 wedstrijden. Haar afscheidswedstrijd was op 18 januari 1997. In die thuiswedstrijd tegen UMMC Jekaterinenburg speelde Kozjevnikova 5 minuten mee en scoorde haar laatste 2 punten. Ze was toen 40 jaar.
Van 1999 tot 2014 was Kozjevnikova assistent-coach bij Dinamo Novosibirsk.

## Erelijst
- Landskampioen Sovjet-Unie: 3
  - Winnaar: 1986, 1987, 1988
  - Tweede: 1985
  - Derde: 1981, 1982
- Landskampioen Rusland:
  - Tweede: 1993, 1994
- EuroLeague Women:
  - Runner-up: 1987, 1988
- Ronchetti Cup: 1
  - Winnaar: 1986